# Estádio Municipal Leonardo Barbieri
O Estádio Municipal Leonardo Barbieri é um estádio de futebol brasileiro localizado na cidade de Águas de Lindóia, no estado de São Paulo. Pertence à prefeitura municipal e tem capacidade para 6.309 espectadores.

## História
A praça esportiva recebeu jogos do futebol amador local desde a sua inauguração, em 1972. No ano de 1991, parceria entre a Prefeitura de Águas de Lindóia e o Saad Esporte Clube, com sede no município de São Caetano do Sul, fez o estádio ser a casa da equipe de futebol feminino da agremiação em competições estaduais e nacionais. 
A partir de 1993 o local recebeu os jogos do Águas de Lindóia Esporte Clube, agremiação local, nas divisões de acesso do Campeonato Paulista de Futebol, em participações esporádicas. 
No final da década de 90, o estádio passa a ser utilizado por grandes clubes profissionais em treinamentos de pré-temporada, como Corinthians, Palmeiras, Santos, Bragantino, Ponte Preta, Portuguesa, entre outros.
Com a fundação do Brasilis, em 2007, o estádio passa a ser sede dos jogos no Campeonato Paulista da Segunda Divisão.
O Mogi Mirim mandou algumas partidas do Campeonato Brasileiro de 2018 - Série D no estádio, visto que seu estádio estava interditado.

### Reformas
O estádio passou por várias reformas desde a sua fundação. Em 2008 foi realizada a construção da cobertura de um dos setores do estádio. 
Com a escolha de Águas de Lindóia como sub-sede da seleção de Costa do Marfim para a disputa da Copa do Mundo do Brasil,  o estádio passou por uma grande reforma em 2014, com recursos de verba estadual de R$ 683.950,89. O local recebeu a instalação de irrigação eletrônica, plantio de gramado do tipo bermuda, troca dos alambrados, reforma dos vestiários, lanchonete e banheiros, construção de almoxaridado e reformulação das cabines de imprensa. 
Por decisão da seleção marfinense, o local não foi utilizado para treinamentos com bola, em detrimento do uso do Centro de Treinamentos Oscar Inn Eco Resort, de propriedade do Brasilis.  Porém, o estádio foi utilizado pelos atletas para se despedirem do município após período de treinos no município no dia 22 de junho.